# 埃爾卡門 (胡胡伊省)

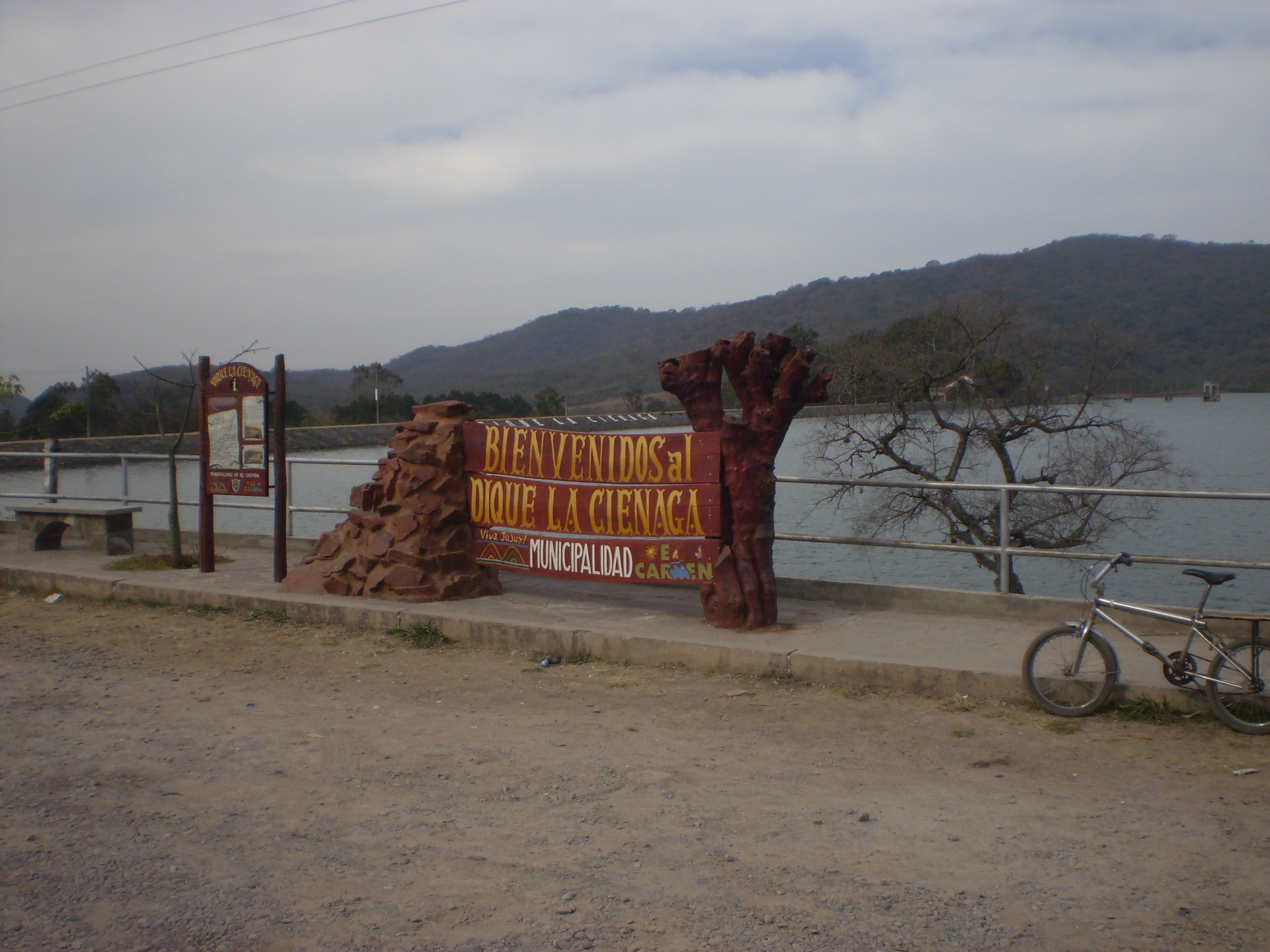

埃爾卡門（西班牙語：El Carmen），是阿根廷的城鎮，位於該國西北部胡胡伊省，是埃爾卡門縣的首府，距離聖薩爾瓦多-德胡胡伊23公里，海拔高度1,140米，2001年人口12,295米。